# 南礼士路公园
39°54′40″N 116°21′14″E / 39.911046°N 116.35392°E
南礼士路公园是位于中国北京市西城区南礼士路58号的一座公园。

## 简介
1950年代以前，该地称“乐道湾”，有一片连通护城河的水湾，水中杂草丛生，岸边为杨柳，是一片不規则的绿化地带。因为该水湾多年无人整治，遂充满淤泥，水湾逐渐消失，仅留有少数几户人家。1950年代初，在水湾的南、北两侧，分别兴建了北京市规划局和北京市儿童医院。后来，该水湾经过清理、填平、绿化，并择平整之地兴建了几幢多层住宅楼。形成了南礼士路公园和住宅小区。1987年，公园南侧的小巷正式命名为“乐道巷”。
南礼士路公园位于西城区南礼士路东侧、复兴门北大街西侧，乐道巷北侧，北京市儿童医院南侧。建于1960年。2002年进行了改造。